# Robert Torrens
Pour les articles homonymes, voir Torrens.

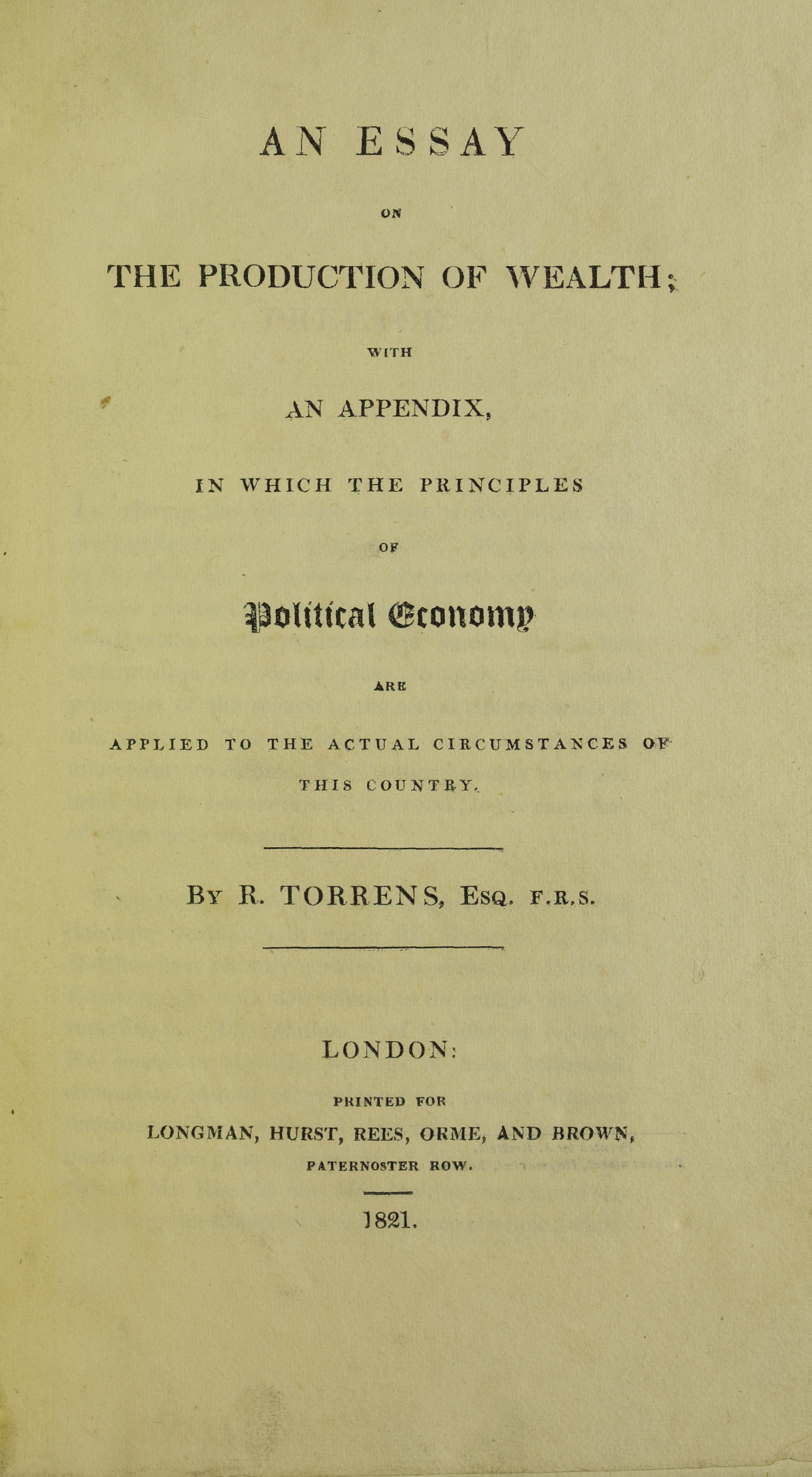
Essay on the production of wealth, 1821

Robert Torrens (1780–1864) est un officier de l'armée britannique et un économiste, propriétaire du journal the Globe. Il a découvert le principe de l'avantage comparatif indépendamment de David Ricardo. Parmi les économistes classiques, il est un des rares à avoir proposé une critique du libre-échange, avec sa théorie de réciprocité commerciale, et de la théorie de la valeur-travail.

## Pensée économique
Torrens formule la première version du principe de l'avantage comparatif en 1815 dans An Essay on the External Corn Trade, deux ans avant la version plus connue de David Ricardo.
Entre 1833 et 1844, Robert Torrens revient peu à peu sur ses positions libre-échangistes, et développe le premier argument « moderne » contre le libre-échange : lorsqu'un pays peut agir sur les termes de l'échange (par exemple, parce qu'il est « gros », ou parce qu'il détient un monopole), il peut alors choisir un niveau de droits de douane optimal, qui maximise les termes de l'échange en sa faveur. Torrens en déduit que la politique la plus souhaitable est alors d'exiger la réciprocité commerciale : en adoptant unilatéralement le libre-échange, un pays s'expose à la « capture » d'une partie des gains à l'échange par ses partenaires.
Dans une lettre d’une série envoyée à des responsables politiques britanniques, Torrens écrivait (Torrens [1844], p. 28): « Quand un pays particulier impose des droits de douane sur les productions d’autres pays, tandis que ces autres pays continuent de recevoir librement ses produits, un tel pays attire une plus grande proportion de métaux précieux, maintient un niveau de prix plus élevé que ses voisins et obtient, en échange du produit d’une quantité donnée de son travail, le produit d’une plus grande quantité de travail étranger » .
Torrens illustrait cela en prenant l’exemple du commerce entre l’Angleterre et Cuba. Si Cuba impose un tarif sur les productions britanniques, « l’effet final d’une taxe à l’importation imposée sur les produits britanniques se reportera sur les producteurs britanniques. La richesse de l’Angleterre sera réduite du montant de la taxe, la richesse de Cuba sera accrue de ce même montant » ([1844], p. 37). 
Il provoque une vive polémique, jusqu'à ce que John Stuart Mill tranche en sa faveur en analysant les mécanismes de détermination des termes de l'échange. L'argument de Torrens sera ensuite raffiné, jusqu'à la version publiée par Harry Johnson en 1950, qui donne une formule mathématique précise de détermination du niveau optimal des droits de douane en fonction de l'élasticité de la courbe d'offre de l'étranger. À ce jour, l'objection de Torrens reste l'entorse la plus sérieuse au principe de libre-échange.

## Publications
- The Economists Refuted, 1808
- Celibia Choosing a Husband (1809), roman
- An Essay on Money and Paper Currency, 1812
- An Essay on the External Corn Trade, 1815
- An Essay on the Production of Wealth, 1821
- Letters on Commercial Policy, 1833
- On Wages and Combination, 1834
- The Principles and Practical Operation of Sir Robert Peel's Bill of 1844, 1844
- Tracts on Finance and Trade, 1852

### Traductions en français
- Un essai sur la production de la richesse, trad. Marc Laudet, Paris, Classiques Garnier, coll. « Écrits sur l'économie », 2023